# كيفن بريغز (ضابط شرطة)
كيفن بريغز (بالإنجليزية: Kevin Briggs)‏ هو ضابط شرطة أمريكي، ولد في عقد 1960.